# Antonija Balek
Antonija Balek (* 29. Mai 1968 in Split, SFR Jugoslawien) ist eine kroatische Behindertensportlerin in der Leichtathletik.
Die gehbehinderte, in der Klasse F52 startende Antonija Balek gewann bei den Sommer-Paralympics 2008 in Peking die Goldmedaillen im Speerwurf und im Kugelstoßen. Im Diskuswurf-Wettbewerb belegte sie Rang zehn. Zu einem Skandal kam es wenige Wochen nach den Spielen, als Baleks Bruder behauptete, seine Schwester sei gar nicht körperlich behindert. Das Kroatische Paralympische Komitee erklärte, Ermittlungen einleiten zu wollen, ebenso wie die Kroatische Regierung, die bei der Bestätigung des Verdachts 58.000 Euro Preisgeld zurückgefordert hätte. Auch die Aberkennung der Medaillen hätte bei der Bestätigung angestanden. Antonija Balek wehrte sich gegen die Behauptungen ihres Bruders und beteuerte, sie sei wirklich körperlich behindert. Sie versicherte, mehrfach von kroatischen und internationalen Ärzteteams untersucht worden zu sein. Ihr Bruder wolle nur das Preisgeld an sich bringen, indem er seine Schwester für geistig behindert erklären lassen möchte.
Anfang Oktober 2008 berichteten kroatische Medien sowohl über die Vorwürfe Vlado Baleks gegenüber seiner Schwester, von der er behauptete, sie habe nie einen Autounfall gehabt, sei drogenabhängig gewesen und habe mehrfach den Namen gewechselt. Antonija Balek beschrieb ihren Bruder im Gegenzug als gewalttätig. Vertreter des Paralympischen Komitees und der Manager des Leichtathletikteams erklärten, Antonija Balek sei vor den Spielen von jeweils vier niederländischen und chinesischen Ärzten untersucht worden. Einen Betrug schlossen sie daher aus.
Antonija Balek wird in den Ergebnislisten der Paralympics unverändert als zweifache Goldmedaillengewinnerin geführt. Bei internationalen Wettkämpfen trat sie nach 2008 nicht mehr in Erscheinung.